# Rotonda del Barco
La rotonda del Barco es una conocida rotonda de la entrada oeste a Alicante (España), que enlaza la Autovía de Alicante (A-31) con la Gran Vía de Alicante, a la altura del barrio de San Gabriel.
La rotonda, que se caracteriza por contener una vistosa escultura abstracta de Ismael Ferrer, está parcialmente elevada y la propia A-31 pasa por debajo. La escultura, realizada en 1996, se compone de tubos metálicos de grandes dimensiones pintados. Por un lado, uno de ellos forma una circunferencia casi completa de color naranja, mientras que, por otro lado, hay una serie de tubos verticales con diferentes inclinaciones y tonalidades de azul. Una base de hormigón blanco permite asentar el conjunto, que evoca un barco velero surcando el arco iris. Por esta razón, esta rotonda es conocida popularmente como la "rotonda del Barco".